# Anisozyga albiguttata
Anisozyga albiguttata là một loài bướm đêm trong họ Geometridae.